# Operazione Hailstone
L'operazione Hailstone fu un massiccio attacco aereo americano effettuato con centinaia di velivoli tra bombardieri, aerosiluranti e caccia il 17 e 18 febbraio 1944 (date giapponesi) contro la base aeronavale giapponese di Truk. I giapponesi previdero l'attacco e di conseguenza non vi erano unità di grandi dimensioni (corazzate e portaerei) quando gli americani attaccarono. Tuttavia le perdite patite dai giapponesi furono comunque pesantissime: circa 270 aerei di vario tipo e una quarantina di navi tra incrociatori, cacciatorpediniere, mercantili, petroliere, cacciasommergibili, torpediniere, posamine e trasporto truppe. Dal canto loro gli americani persero poche decine di aerei. In virtù di questo, oltre all'utilità strategica dell'aver eliminato una base nemica, l'attacco a Truk venne visto come una sorta di vendetta per Pearl Harbor. La base aeronavale di Truk rimase in effetti del tutto isolata per il resto del conflitto, anche grazie alla strategia del gioco a cavalluccio alleata nel Pacifico Centrale.

## Contesto strategico
Nel 1914, le forze giapponesi occuparono la Micronesia, comprese le Isole Caroline, dopo aver sconfitto l'Impero tedesco e su specifico mandato della Lega delle Nazioni; contrariamente a quanto stabilito dal trattato navale di Washington del 1922, istituirono a Truk una base nel 1939: la laguna, infatti, forniva una baia naturale ideale che poteva ospitare le navi più grandi della flotta imperiale giapponese e così inizialmente divenne la base della 4ª Flotta. Tuttavia dopo lo scoppio della guerra, la 4ª Flotta fu posta sotto il comando della Flotta Combinata che continuò a utilizzare Truk come base avanzata delle operazioni nel 1944. Oltre a essere un ancoraggio per le navi da guerra e sede delle strutture per il trasporto navale, presso la base di Truk vennero costruiti cinque aeroporti e una base per idrovolanti, nonché un attracco per sottomarini. Le strutture logistiche avevano la capacità di contenere circa 77 200 tonnellate di combustibile, con un serbatoio interrato di 10 000 tonnellate e due serbatoi esterni d'acciaio della capacità di 33 600 tonnellate ciascuna. In questo modo la base divenne la sede navale più importante all'interno delle Isole Marshall, facendole ottenere il nome di Gibilterra del Pacifico.
Le preoccupazioni dei vertici della Marina degli Stati Uniti, tuttavia, sopravvalutarono le capacità della base di Truk che non venne mai fortificata a sufficienza contro possibili sbarchi dal mare. Implementazioni vennero eseguite piuttosto frettolosamente alla fine del 1943, quando vennero estese le basi aree e vennero installate delle batterie di artiglieria antiaerea sulla spiaggia, insieme con altre misure per contrastare un eventuale sbarco alleato.
Dal momento che gli aerei di stanza nelle basi di Truk avrebbero potuto interferire significativamente con il progettato sbarco a Eniwetok, e poiché la base di Truk era stata utilizzata come base di rifornimento per gli aerei di stanza a Rabaul, l'ammiraglio Raymond Spruance ordinò al Vice Ammiraglio Marc Mitscher di attaccare con la sua Task Force 58 la base giapponese di Truk. La Task Force era composta da cinque portaerei: la USS Enterprise (CV-6), la USS Yorktown (CV-10), la USS Essex (CV-9), la USS Intrepid (CV-11) e la USS Bunker Hill (CV-17); e quattro portaerei leggere: la USS Belleau Wood (CVL-24), la USS Cabot (CVL-28), la USS Monterey (CVL-26) e la USS Cowpens (CVL-25), che trasportavano un numero complessivo di circa 500 aerei. A supporto della spedizione c'era una flotta di sette navi da battaglia, diversi incrociatori pesanti, incrociatori leggeri, cacciatorpediniere e sommergibili.
Il piano di attacco prevedeva due fasi: 
- una prima fase prevedeva un'ondata di bombardamenti che avevano il compito di affondare qualsiasi nave ancorata nella laguna con bombe e siluri;
- una seconda fase prevedeva la distruzione di tutte le strutture militari principali e le più strategiche, come i depositi di munizioni e gli hangar con il carburante[5].

I giapponesi, nel frattempo, avevano ben compreso la criticità della loro posizione a Truk, per questo motivo la Marina imperiale giapponese aveva già incominciato a ritirare le navi ancorate a partire dall'ottobre del 1943. L'abbandono della base di Truk come base avanzata venne accelerato durante la prima settimana dell'ottobre 1944, a seguito degli avvistamenti giapponesi degli aerei da ricognizione PB4Y-1 Liberator della United States Marine Corps inviati a sorvegliare l'area. Lo stesso vice ammiraglio nipponico Shigeru Fukudome affermò che le navi lasciate ancorate nella laguna di Truk erano quelle tanto danneggiate da non essere in grado di salpare.
Dal canto loro, i servizi di intelligence statunitensi erano a conoscenza del fatto che il comandante della Flotta Combinata giapponese aveva dato ordine di trasferire gran parte della flotta di stanza a Truk nella base di Palau e in altre basi circostanti; questo avrebbe significato che la base di Truk sarebbe rimasta del tutto priva di difese.

## L'attacco
La prima fase:
I tre gruppi di attacco impegnati nell'Operazione Hailstorm salparono tra il 12 e il 13 febbraio 1944 e vennero riforniti in mare da cinque petroliere il 15 febbraio, prepararandosi a lanciare i primi caccia, novanta minuti prima dell'alba del 17 febbraio 1944. Al momento dell'attacco, nessun aereo giapponese era di pattuglia aerea, dal momento che, dopo settimane di allerta a seguito dell'avvistamento degli aerei da ricognizione americani, i piloti giapponesi della difesa aerea erano in licenza, per questo motivo l'assalto degli aerei statunitensi riuscì a sfruttare l'effetto sorpresa.
I piloti giapponesi balzarono nelle loro cabine di pilotaggio appena pochi minuti prima che gli aerei statunitensi giungessero sugli atolli di Eten, Parem, Weno e Tonoas. Sebbene nella base di Truk si trovassero più di 365 aerei dell'aviazione della marina navale giapponese e dell'aviazione dell'esercito imperiale giapponese durante i primi attacchi degli aerei statunitensi, solo la metà di loro furono operativi. I gruppi di Grumman F6F Hellcat statunitensi, superiori per velocità, riuscirono a ottenere una vittoria schiacciante contro i Mitsubishi A6M giapponesi. Degli 80 A6M inviati almeno 30 vennero abbattuti, contro i quattro caccia persi dagli statunitensi. I gruppi di attacco statunitensi ottennero la superiorità aerea in quella stessa mattinata.
Durante la notte del 17 febbraio ci fu un tentativo di contrattacco giapponese da parte di sette aerosiluranti Nakajima B5N Kate, uno dei quali riuscì a colpire la USS Intrepid di ritorno con la USS Cabot, due incrociatori e quattro cacciatorpediniere verso la base navale di Majuro. Un secondo attacco aereo giapponese riuscì a provocare leggeri danni alla USS Iowa.
La seconda fase:
Il giorno successivo, 18 febbraio, il resto della flotta statunitense passò alla seconda fase dell'attacco, bombardando le navi giapponesi ancorate nella baia. Gli aerei statunitensi eseguirono circa 1 250 sortite sganciando complessivamente 400 tonnellate di bombe. A causa della mancanza di copertura aerea e di preavviso, molte navi mercantili giapponesi ancorate alla base di Truk, rimasero alla mercé dei caccia statunitensi, con l'unica difesa dei pezzi di artiglieria. Alcune navi già in rotta verso il Giappone e al di fuori della laguna vennero immediatamente affondate dai sottomarini statunitensi, mentre altre navi, tentando di sfuggire dall'atollo, vennero attaccate dagli aerei e dalle forze di terra della Task Force 58, che circumnavigando l'atollo bombardarono le posizioni di artiglieria sulla spiaggia e colpirono le navi in fuga.
Gli aerosiluranti e i bombardieri partiti dalle portaerei statunitensi furono responsabili della maggioranza dei danni inflitti alle strutture di terra giapponesi. Sin dall'alba del primo giorno dell'attacco, gli aerosiluranti Grumman TBF Avenger provenienti dall'Air Group 10 della Enterprise e dall'Air Group 6 della Intrepid sganciarono bombe incendiarie e a frammentazione sulle strutture presenti nell'atollo di Eten e sulla base di idrovolanti sull'isola di Weno. Decine di velivoli giapponesi vennero danneggiati o distrutti rendendo impossibile qualsiasi tentativo di reazione da parte giapponese contro i raid aerei. Ondate successive di attacchi congiunti di aerosiluranti e bombardieri danneggiarono in modo permanente le piste di atterraggio e gli hangar degli aeroporti nipponici.

## Le conseguenze
Complessivamente l'Operazione Hailstone pose fine al ruolo di Truk come base principale giapponese e come potenziale minaccia per le operazioni alleate nel Pacifico centrale. Conseguenza di non minore importanza fu che le guarnigioni giapponesi di stanza a Eniwetok persero qualsiasi reale probabilità di ricevere rifornimenti e supporto necessari a fronteggiare gli attacchi alleati, la cui invasione incominciò proprio il 18 febbraio 1944. Successivamente i giapponesi decisero di trasferire nuovamente verso la base di Truk circa 100 aerei sopravvissuti agli attacchi a Rabaul, ma questi vennero quasi totalmente abbattuti da un nuovo attacco alleato portato avanti tra il 29 e il 30 aprile 1944.
Una volta distrutte le potenzialità offensive della base, gli alleati proseguirono la loro avanzata verso il Giappone; tagliate fuori da ogni possibilità di approvvigionamenti le forze giapponesi a Truk e nelle altre isole circostanti del Pacifico centrale, rimasero ben presto a corto di cibo soffrendo la fame e altre forme di privazione prima della resa finale nel 1945.

### Approfondimenti
- Gerald Astor, Wings of Gold: The U.S. Naval Air Campaign in World War II, Random House Publishing Group, 2007, ISBN 978-0-307-41777-0.
- William Jeffery, War in Paradise: World War II in Chuuk, su National Park Service, Chuuk Historical Preservation Office, 2003. URL consultato il 5 October 2017.
- Samuel Eliot Morison, Aleutians, Gilberts and Marshalls, June 1942 – April 1944, History of United States Naval Operations in World War II, Boston, Little, Brown and Company, 1961.
- Ralph Ofstie, The Campaigns of the Pacific War, Chapter 9: Central Pacific Operations, su HyperWar, Naval Analysis Division, Government Printing Office, 1946. URL consultato il 5 October 2017.
- John Prados, Storm Over Leyte: The Philippine Invasion and the Destruction of the Japanese Navy, Penguin Publishing Group, 2016, ISBN 978-0-451-47361-5.
- Barrett Tillman, Helldiver Units of World War 2, Bloomsbury, 1997, ISBN 978-1-85532-689-7.
- Robert Trumbull, The Graveyard Lure of Truk Lagoon, in New York Times, 30 April 1972. URL consultato il 5 October 2017.
- Jessica Williams, Torpedo Damage Report, su Intrepid Sea, Air and Space Museum, 21 June 2000. URL consultato il 29 October 2017.
- H. P. Wilmott, The Battle of Leyte Gulf: The Last Fleet Action, Indiana University Press, 2005, ISBN 0-253-00351-2.
- Harry Harrison, Action Report, USS Intrepid Air Group 6, 16–17 February 1944, in Series: World War II War Diaries, Other Operational Records and Histories, ca. 1/1/1942 - ca. 6/1/1946, National Archives and Records Administration, 1944. URL consultato il 27 May 2020 (archiviato dall'url originale il 21 ottobre 2021).
- T. P. Jeter, Action Report, USS Bunker Hill Air Group 17, 16–17 February 1944, in Series: World War II War Diaries, Other Operational Records and Histories, ca. 1/1/1942 - ca. 6/1/1946, National Archives and Records Administration, 1944. URL consultato il 27 May 2020 (archiviato dall'url originale il 17 febbraio 2022).
- Edgar Stebbins, Action Report, USS Yorktown Air Group 5, 16–17 February 1944, in Series: World War II War Diaries, Other Operational Records and Histories, ca. 1/1/1942 - ca. 6/1/1946, National Archives and Records Administration, 1944. URL consultato il 27 May 2020 (archiviato dall'url originale il 17 febbraio 2022).
- Thomas Sprague, Action Report, Intrepid Air Operations Against Truk Atoll, 16–17 February 1944, in Series: World War II War Diaries, Other Operational Records and Histories, ca. 1/1/1942 - ca. 6/1/1946, National Archives and Records Administration, 1944. URL consultato il 27 May 2020 (archiviato dall'url originale il 17 febbraio 2022).
- Ogden White, Action Report, USS Essex Air Group 9, 16–17 February 1944, in Series: World War II War Diaries, Other Operational Records and Histories, ca. 1/1/1942 - ca. 6/1/1946, National Archives and Records Administration, 1944. URL consultato il 27 May 2020 (archiviato dall'url originale il 17 febbraio 2022).